# Arbore jezik
Arbore jezik (arbora, erbore, irbore; ISO 639-3: arv), kušitski jezik uže istočnokušitske skupine, podskupine zapadni Omo-Tana. Govori ga 4 440 ljudi (1994 census), pripadnika istoimene etničke grupe, kojih je prema popisu iste godine bilo 6 559.
Arbore žive blizu jezera Stefanie u Etiopiji. U upotrebi je i konso (komso) [kxc], koji u ovim krajevima služi kao lingua franca.

## Vanjske poveznice
- Ethnologue (14th)
- Ethnologue (15th)